# Ismet Mujezinović
Ismet Mujezinović (ur. 2 grudnia 1907 w Tuzli, zm. 7 stycznia 1984 tamże) – malarz i grafik bośniacki i jugosłowiański.

## Życiorys
Był synem Saliha i Sadiji. Po śmierci ojca, jego matka wyszła ponownie za mąż, a Ismet rozpoczął pracę w zakładzie fotograficznym swojego ojczyma. Z Tuzli wyjechał do Sarajewa, gdzie ukończył gimnazjum. Dzięki wsparciu znanego sarajewskiego prawnika Niko Andrijaševicia podjął studia w Akademii Sztuk Pięknych w Zagrzebiu, gdzie uczył się malowania fresków pod kierunkiem Jozo Kljakovicia. Po studiach wyjechał do Belgradu, gdzie pracował w biurze prasowym i w pracowni Valerijana Krekovicia. W 1931 wyjechał do Wiednia, a następnie do Paryża, gdzie przez dwa lata kształcił się w zakresie historii sztuki, ale studiów nie ukończył. W Paryżu zafascynował się teatrem i występował jako aktor drugoplanowy w Théâtr-Fonten i w Théâtr-Pigalle. W okresie paryskim malował portrety, pozostawił po sobie także liczne rysunki wykonane w kafejkach na Montparnasse. 
W 1926 wystawę jego prac zaprezentowano w Sarajewie, a w 1930 w Belgradzie. Mieszkał w Zagrzebiu, Splicie, Bijeljinie, a od 1936 w Sarajewie. Należał do grona założycieli grupy artystycznej Collegium Artisticum, działającej w Sarajewie. W tym czasie oprócz malarstwa zajmował się scenografią teatralną.
W 1941 został zmobilizowany do armii jugosłowiańskiej. Po demobilizacji zaangażował się w działalność ruchu oporu. Pod koniec wojny awansował na stopień majora i został komendantem pierwszego lotniska partyzanckiego. Po wojnie znaczną część swojej twórczości artystycznej poświęcił tematyce partyzanckiej. Kilka lat pracy poświęcił monumentalnemu obrazowi Przeprawa przez Neretwę. W 1950 jako przedstawiciel Jugosławii prezentował swoje prace na 25. Biennale w Wenecji.
Był członkiem Stowarzyszenia Artystów Plastyków Bośni i Hercegowiny i Akademii Nauk i Sztuk Bośni i Hercegowiny. W 1964 opuścił Sarajewo i zamieszkał w Tuzli, gdzie pracował do śmierci. W 1966 w czasie wizyty w Tuzli pracownię Mujezinovicia odwiedził Josip Broz Tito. W 1970 został odznaczony w Moskwie Orderem Lenina.
Był żonaty (w 1939 poślubił nauczycielkę Mariję Sisarić).

## Twórczość
Większość obrazów Mujezinovicia przedstawia sceny z życia społecznego i portrety bośniackich chłopów. Pozostawił bogatą kolekcję akwareli, grafik i obrazów olejnych.

## Pamięć
Imię artysty nosi gimnazjum i dom kultury w Tuzli, a także ulice w Belgradzie, Sarajewie i w Tuzli.